# Trichozoma morbosata
Trichozoma morbosata là một loài bướm đêm trong họ Geometridae.